# .web
A .web egy internetes legfelső szintű tartomány kód, hivatalosan még nem jelentették be a kód létrehozását.